# Hội chứng Churg-Strauss
Hội chứng Churg–Strauss (HCCS), còn gọi là viêm mạch và đa u hạt dị ứng (tiếng Anh: Eosinophilic granulomatosis with polyangiitis (EGPA)), là một rối loạn đa hệ thống đặc trưng bởi viêm mũi dị ứng, hen và tăng bạch cầu ái toan máu ngoại biên. Cơ quan thường bị tổn thương nhất là phổi, tiếp đó là da. Tuy nhiên HCCS cũng có thể ảnh hưởng lên bất cứ hệ cơ quan nào, gồm các hệ tim mạch, dạ dày ruột, tiết niệu (thận) và thần kinh trung ương.
Chẩn đoán chính xác HCCS thường khó khăn vì các yếu tố gây nhầm lẫn như sau:
- Từng biểu hiện của hội chứng có thể xuất hiện riêng biệt nhau.
- Một số biểu hiện có thể tồn tại nhiều năm trước khi các biểu hiện khác xuất hiện trên lâm sàng. Thí dụ, gần 40% bệnh nhân HCCS có biểu hiện đám mờ phổi, hen và tăng bạch cầu ái toan ngoại biên trước khi phát triển viêm mạch hệ thống (viêm đa mạch) (Lanham, 1984).
- Các biểu hiện bệnh học chính của HCCS - đa u hạt, viêm mạch và tăng bạch cầu ái toan - cũng là đặc điểm của vài bệnh khác. Thí dụ như viêm phổi tăng bạch cầu ái toan mạn tính cũng có các đặc điểm của HCCS, nhưng viêm phổi tăng bạch cầu ái toan mạn tính thường không có u hạt trên mẫu sinh thiết và nhìn chung không có biểu hiện ở các cơ quan khác.
- Triệu chứng ở phổi không phải luôn luôn gặp.

## Dịch tễ học
Dịch tễ học của HCCS chưa được biết rõ do tính không chắc chắn của chẩn đoán. Khoảng 10% người mang một thể chính của viêm mạch được xem là có HCCS. Trong số các viêm mạch chính, tần suất HCCS đứng thứ hai chỉ sau đa u hạt Wegener.
HCCS không biểu hiện liên quan đến giới tính. Tuổi trung bình của chẩn đoán là 50, nhưng pha viêm mạch hệ thống thường rõ ràng ở bệnh nhân cuối những năm 30 tuổi. HCCS không là nguyên nhân gây viêm mạch thường gặp ở bệnh nhân trên 65 tuổi, chiếm khoảng 5% viêm mạch được chứng minh bằng mô học trong số 38 bệnh nhân lớn tuổi với các thể viêm mạch hệ thống khác nhau (Mouthon, 2002).

## Căn nguyên học
Mặc dù căn nguyên học của HCCS chưa được biết, bệnh này hầu như xảy ra do quá trình tự miễn, với những bằng chứng sau:
- Sự nổi bật của các triệu chứng dị ứng (viêm mũi dị ứng, hen và thử nghiệm da dương tính)
- Miễn dịch tế bào T tăng (đa u hạt quanh mạch [angiocentric] phổi)
- Miễn dịch dịch thể bị thay đổi (tăng gamma-globulin máu, đặc biệt là IgE, tăng yếu tố thấp)
- Bệnh phức hợp miễn dịch (viêm mạch với sự hiện diện của phức hợp miễn dịch trong tuần hoàn chứa IgE tuần hoàn và kháng thể bào tương kháng neutrophil quanh nhân (anti-myeloperoxidase) ở khoảng 30% bệnh nhân).

### Chất đối kháng thụ thể leukotriene
Hội chứng tương tự HCCS là một biến chứng hiếm gặp xảy ra ở bệnh nhân hen phụ thuộc steroid điều trị thành công với chất đối kháng (antagonist) thụ thể leukotriene (như zafirlukast, montelukast, pranlukast) giúp giảm liều glucocorticoid đường uống. Biến chứng này thường liên quan với quá trình cai steroid được hỗ trợ bởi các thuốc này, từ đó bộc lộ HCCS bên dưới, hơn là bản thân các thuốc này.
Trường hợp nhận biết HCCS tương tự cũng xảy ra ở bệnh nhân cai steroid đường uống bằng cách dùng steroid hít. Trong một số hiếm trường hợp, hội chứng này xảy ra khi chất đối kháng thụ thể leukotriene được dùng thay thế cho steroid hít, mà không trải qua cai steroid uống trước đó.
Mối liên hệ ít gặp giữa viêm mạch giống HCCS và việc dùng cocain không chứa base (free base cocaine) cũng đã được ghi nhận.

## Đặc điểm lâm sàng
Biểu hiện lâm sàng của hội chứng Churg-Strauss diễn ra trong các pha kế tiếp nhau:
1. Pha tiền triệu: ở bệnh nhân ở thập kỉ thứ 2 và thứ ba của cuộc đời, đặc trưng với bệnh cơ địa dị ứng, viêm mũi dị ứng và hen.
2. Pha tăng bạch cầu ái toan: bạch cầu ái toan tăng ở máu ngoại biên và tẩm nhuận bạch cầu ái toan ở nhiều cơ quan, đặc biệt là phổi và ống tiêu hoá.
3. Pha viêm mạch: viêm mạch hệ thống đe doạ tính mạng ở các mạch máu trung bình và nhỏ xảy ra ở thập kỉ thứ 3 và thứ tư của cuộc đời, và thường liên hệ với đa u hạt mạch máu và ngoài mạch. Pha viêm mạch có thể được báo trước bởi các triệu chứng thể chất không đặc hiệu, đặc biệt là sốt, giảm cân, khó ở, mệt mỏi.

### Hen
Hen là đặc điểm chủ yếu của HCCS (xảy ra ở trên 95% bệnh nhân) và thường đi trước pha viêm mạch khoảng 8 - 10 năm. Tuy nhiên, HCCS đôi khi có thể xảy ra cùng lúc với biểu hiện lần đầu của hen.
Hen thường mạn tính và đủ nặng để cần điều trị lâu dài với corticosteroid. Khi đến pha viêm mạch, độ nặng và số đợt trở nặng của hen có thể tăng. Ở một số trường hợp hiếm, triệu chứng hen giảm ở giai đoạn đầu của pha viêm mạch.
Điều trị hen kéo dài với corticosteroid có thể một phần hoặc toàn bộ ức chế các dấu hiệu lâm sàng của HCCS không được điều trị. Vì vậy bệnh có thể không biểu hiện cho đến khi ngưng hoặc giảm liều steroid.

### Bệnh mũi và xoang
Viêm mũi dị ứng là biểu hiện thường gặp ở HCCS. Các biểu hiện mũi và các xoang quanh mũi cũng thường gặp (tắc mũi, viêm xoang tái phát, polyp mũi) và có thể xảy ra trước hen.Phân biệt viêm mũi dị ứng và viêm xoang Lưu trữ ngày 5 tháng 3 năm 2011 tại Wayback Machine Lồi mắt có thể phục hồi, viêm tai mạn, mất nghe, tẩm nhuận u hạt bạch cầu ái toan ở nền sọ là các biến chứng hiếm gặp. Sang thương hoại tử mũi hầu và đường dẫn khí trên điển hình hơn ở đa u hạt Wegener, và ít gặp ở HCCS.
Điều trị biến chứng tai của có thể cần phẫu thuật nội soi, kháng sinh và mở thông màng nhĩ (myringotomy) đặt ống dẫn lưu. Tuy nhiên, tất cả năm bệnh nhân trong một nghiên cứu biến chứng viêm tai giữa và viêm xoang chũm mạn tính đáp ứng nhanh chóng với điều trị tấn công bằng steroid đường uống (Ishiyama, 2001).

### Bệnh da
Biểu hiện da là một trong các biểu hiện thường gặp nhất của pha viêm mạch của HCCS. Hai phần ba bệnh nhân HCCS có sang thương da, thường ở dạng các nốt dưới da trên mặt duỗi của cánh tay, nhất là khuỷu, bàn tay, và chân. Sang thương có thể là:
- Ban sờ được
- Hồng ban dát hoặc sẩn
- Sang thương xuất huyết, từ chấm xuất huyết đến khối xuất huyết lan rộng
- Nốt mềm ở da hoặc dưới da, với u hạt trên mẫu sinh thiết.

### Bệnh tim mạch
Biểu hiện tim mạch của HCCS gồm viêm màng ngoài tim cấp (32% bệnh nhân), viêm màng ngoài tim co thắt, suy tim (47%), nhồi máu cơ tim (Hasley, 1990). Bệnh tim mạch gây ra phân nửa trường hợp tử vong do HCCS.

### Bệnh thần kinh
Bệnh thần kinh ngoại biên, thường là viêm đơn dây thần kinh đa ổ gặp ở 75% bệnh nhân HCCS. Nếu không điều trị, bệnh này có thể diễn tiến sang bệnh đa dây thần kinh đối xứng hay không đối xứng. Ngoài ra, xuất huyết và nhồi máu não là các nguyên nhân quan trọng gây tử vong.

### Bệnh thận
Biểu hiện thận có lẽ thường gặp hơn những gì được báo cáo. Thí dụ, trong số 19 bệnh nhân HCCS thì có 16 người có bệnh thận ở mức độ nào đó (Clutterbuck, 1990). Trên mẫu sinh thiết thận, viêm thận cầu thận khu trú từng phần (85%), và thường đi kèm hoại tử và mào. U hạt và tẩm nhuận bạch cầu ái toan ngoại mạch tương đối hiếm gặp.
Tăng huyết áp hệ thống tương đối thường gặp (29% bệnh nhân) và có thể phản ánh tần số nhồi máu thận ở HCCS. Không như đa u hạt Wegener, suy thận hiếm xảy ra ở HCCS (dưới 10% bệnh nhân).

### Bệnh đường tiêu hoá
Viêm dạ dày ruột tăng bach cầu ái toan, biểu hiện với đau bụng (59% bệnh nhân), tiêu chảy (33%), xuất huyết dạ dày ruột (18%) và viêm đại tràng, có thể đi trước hay đồng thời với pha viêm mạch của HCCS.

### Bệnh cơ xương
Đau cơ, đau đa khớp di chuyển và viêm khớp đơn thuần tương đối hiếm gặp và thường chỉ trong pha viêm mạch của HCCS.

## Bất thường về xét nghiệm
Không có xét nghiệm đặc hiệu cho HCCS. Tăng bạch cầu ái toan máu ngoại biên (thường từ 5000 đến 9000/μl) là biểu hiện điển hình nhất. Tuy nhiên, tăng bạch cầu ái toan đôi khi bị bỏ sót vì số lượng bạch cấu ái toan có thể biến động hoặc giảm ngẫu nhiên hay gây ra do steroid. Tăng bạch cầu ái toan mô cũng có thể vẫn được thấy ở bệnh nhân không tăng bạch cầu ái toan ở máu ngoại biên.
Các bất thường không đặc hiệu khác gồm
- Thiếu máu đẳng sắc, đẳng bào
- Tốc độ lắng hồng cầu tăng đáng kể
- Tăng bạch cầu
- Tăng IgE: thường gặp, có thể thay đổi theo hoạt tính của quá trình viêm mạch
- Phức hợp miễn dịch tuần hoàn
- Tăng gamma-globulin máu
- Yếu tố thấp dương tính ở chuẩn độ thấp

Rửa khí quản-phế nang cho thấy tỉ lệ phần trăm bạch cầu ái toan cao trong dịch rửa (thường hơn 33%), tuy nhiên không đặc hiệu cho HCCS.
Một nghiên cứu theo dõi liên tục 16 bệnh nhân đáp ứng định nghĩa HCCS của Hội nghị Chapel Hill 1992 với thời gian trung bình 4,5 năm, và nhận thấy bệnh nhân ở giai đoạn bệnh hoạt động có sự gia tăng đáng kể eosinophil cationic protein (ECP), thụ thể interleukin-2 hoà tan (soluble interleukin-2, sIL-2R) và nồng độ thrombomodulin hoà tan (sTM) so với bệnh nhân ở giai đoạn lui bệnh. Nồng độ sIL-2R có liên hệ chặt với nồng độ sTM - chất đánh dấu tổn thương tế bào nội mô, gợi ý nguyên nhân tổn thương có liên quan với hoạt hoá tế bào T. Nồng độ sIL-2R và ECP tăng ở HCCS biểu hiện tổn thường điều hoà miễn dịch liên hệ với viêm mạch và tăng bạch cầu ái toan.

### Kháng thể bào tương kháng bạch cầu trung tính
Kháng thể bào tương kháng bạch cầu trung tính (antineutrophil cytoplasmic antibody, ANCA) có ở một số viêm mạch hệ thống, gồm HCCS, đa u hạt Wegener, viêm đa mạch vi thể và viêm mạch giới hạn ở thận. Ở HCCS, 38 - 59% bệnh nhân có ANCA dương tính. Đa số (70 - 75%) bệnh nhân có ANCA dương tính có kháng thể kháng myeloperoxidase ở mẫu nhuộm quanh nhân (P-ANCA).
HCCS có ANCA dương tính và âm tính có thể khác nhau. Điều này được gợi ý từ một phân tích cắt ngang đa trung tâm 112 bệnh nhân với chẩn đoán mới HCCS. Tình trạng ANCA dương tính có liên hệ với tổn thương thận, bệnh thần kinh ngoại biên và viêm mạch trên sinh thiết, trong khi tình trạng ANCA âm tính liên hệ với bệnh tim và sốt.

### Đặc điểm X quang
Bất thường X quang ở bệnh nhân HCCS khá phong phú, bao gồm:
- Mờ thoáng qua và rải rác (75% bệnh nhân), không phân bố theo phân thuỳ hay vùng
- Mờ đối xứng phân bố ở vùng nách và ngoại biên
- Mờ toả ra từ rốn phổi kèm hạch (adenopathy) ở rốn phổi
- Mờ mô kẽ hay đốm nhỏ lan toả
- Xuất huyết phổi gây mờ rộng
- Bệnh nốt, 2 bên, không tạo hang
- Bệnh tuyến rốn phổi (ít gặp)
- Tràn dịch màn phổi, gặp ở 30% bệnh nhân, thường dịch tiết và tăng bạch cầu ái toan.

Chụp CT scan với độ phân giải cao cho thấy động mạch phổi ngoại biên phình rộng đáng kể (khi so sánh với phế quản tương ứng) kèm với hình dạng hình sao hoặc bất thường của một số động mạch phổi (được xem là dấu hiệu viêm mạch) có thể giúp ích gợi ý chẩn đoán HCCS.
Cũng có thể gặp dày quanh phế quản, các vùng dày vách, các ổ đông đặc rải rác, không rõ ràng, rộng khắp. Một nghiên cứu cho thấy đông đặc nhu mô và hình ảnh kính mờ có ở 10 trong số 17 bệnh nhân (Worthy, 1998).
Chụp mạch máu ở HCCS cho thấy phình mạch ở gan và thận, có thể nhầm với viêm đa động mạch nốt

### Xét nghiệm chức năng phổi
Kết quả xét nghiệm chức năng phổi có thể cho thấy tổn thương tắc nghẽn phù hợp với hen.

## Chẩn đoán
Chẩn đoán HCCS được gợi ý từ bệnh cảnh lâm sàng và sau đó được xác nhận bằng sinh thiết phổi hay sinh thiết mô bị ảnh hưởng trên lâm sàng, như sinh thiết mù dây thần kinh hiển ngoài ở bệnh nhân bệnh thần kinh với nghi ngờ HCCS. Xét nghiệm ANCA không có ích để thiết lập hoặc loại trừ chẩn đoán vì tần suất thử nghiệm ANCA dương tính thấp ở bệnh nhân HCCS.

### Đặc điểm bệnh học
Sinh thiết phổi qua phẫu thuật là "tiêu chuẩn vàng" trong chẩn đoán HCCS. Ngược lại, sinh thiết phổi xuyên phế quản nhìn chung không có ích. Các dữ kiện mô học chính:
- Tẩm nhuận bạch cầu ái toan
- Vùng hoại tử nổi bật và đôi khi khá rộng
- Viêm mạch tế bào lớn, tằng bạch cầu ái toan, đặc biệt là động mạch nhỏ và tĩnh mạch
- U hạt hoại tử mô kẽ và quanh mạch
- Bệnh tuyến lympho tăng bạch cầu ái toan (30 - 40% bệnh nhân)

### Tiêu chuẩn phân loại
Một số hệ thống phân loại khác nhau cho HCCS đã được đề nghị và so sánh. Hội Khớp học Hoa Kỳ (American College of Rheumatology) đã thiết lập 6 tiêu chuẩn phân loại HCCS ở bệnh nhân được ghi nhận viêm mạch. Sự có mặt từ 4 tiêu chuẩn trở lên cho độ nhạy 85% và độ đặc hiệu 99,7% HCCS:
- Hen (tiền sử thở khò khè hoặc tìm thấy tiếng rít âm sắc cao lan toả khi thở ra)
- Tăng bạch cầu ái toan > 10% trên mẫu đếm bạch cầu
- Bệnh đơn dây thần kinh (bao gồm đa ổ) hay bệnh đa dây thần kinh
- Đám mờ phổi thoáng qua hoặc di chuyển phát hiện trên X quang
- Bất thường xoang cạnh mũi
- Sinh thiết chứa mạch máu cho thấy tích tụ bạch cầu ái toan ở vùng ngoại mạch

## Điều trị
Hầu hết bệnh nhân HCCS đáp ứng thuận lợi với điều trị corticosteroid liều cao. Liều từ 0,5 - 1.5 mg/kg/d thường được dùng nhất trong 6 - 12 tuần hoặc cho đến khi bệnh đã hoàn toàn được giải quyết. Liều cao hơn cần ở bệnh nhân viêm mạch, đặc biệt nếu chức năng tim hoặc thận bị tổn thương, hoặc khi hiện diện bệnh thần kinh.
Theo dõi đáp ứng với điều trị và tái phát bằng số lượng bạch cầu ái toan và tốc độ lắng hồng cầu. ANCA duong tính dai dẳng ở HCCS cũng là dấu hiệu của diễn tiến bệnh cơ bản, nhưng không đủ phản ánh mức hoạt động của bệnh, do đó không được dùng để quyết định thay đổi trong điều trị. Biểu hiện X quang có thể vẫn ổn định hoặc thoái lui nhanh chóng với điều trị corticosteroid.
Hiếm gặp tái phát muộn sau một đáp ứng thành công với điều trị. Do đó, điều trị có thể được chấm dứt ở hầu hết bệnh nhân. Tuy nhiên, ngưng điều trị sớm có thể dẫn đến tái phát. Tăng huyết áp nên được điều trị theo phương pháp tiêu chuẩn, nhưng có thể khó kiểm soát.

### Các điều trị khác
- Steroid hít: điều trị bệnh đường hô hấp trên và dưới
- Cyclophosphamine, azathioprine và globulin miễn dịch tiêm mạch liều cao có thể được dùng ở bệnh nặng, bộc phát, và ở bệnh nhân không đáp ứng với corticosteroid. Phương thức này được dùng theo cùng kiểu như trong đa u hạt Wegener.
- Một số bệnh nhân không đáp ứng với corticosteroid và cyclophosphamide có thể cải thiện với phác đồ gồm corticosteroid và interferon-alpha.
- Thay huyết tương thỉnh thoảng được dùng cùng với các điều trị khác, nhưng một nghiên cứu hồi cúu trên 140 bệnh nhân viêm thận cầu thận do HCCS hay viêm đa mạch vi thể cho thấy thay huyết tương không mang thêm ích lợi vào điều trị với corticosteroid, kèm hoặc không kèm cyclophosphamide (Guillevin, 1997).

## Tiên lượng
Mặc dù tiên lượng của HCCS không rõ ràng, điều trị có vẻ làm giảm đáng kể tỉ lệ tử vong. Trước khi dùng steroid, 50% bệnh nhân không điều trị tử vong trong vòng 3 tháng khởi phát viêm mạch. Ngày nay tỉ lệ sống sót hơn 70% sau 5 năm.
Hầu hết tử vong do biến chứng của pha viêm mạch, thường do:
- Suy tim và/hoặc nhồi máu cơ tim
- Xuất huyết não
- Suy thận
- Xuất huyết dạ dày ruột
- Cơn hen ác tính

Sự có mặt/không có mặt của một số đặc điểm lâm sàng liên hệ mạnh với tỉ lệ tử vong. Năm yếu tố có vẻ ảnh hưởng quan trọng đến dự hậu của bệnh nhân HCCS:
- Triệu chứng ở tim
- Bệnh dạ dày ruột
- Suy thận (nồng độ creatinine huyết tương > 1,6 mg/dl [141 mmol/l])
- Protein niệu (> 1 g/d)
- Triệu chứng thần kinh trung ương

Trong số đó, sự hiện diện của bệnh tim mạch hay dạ dày ruột có vẻ là dấu hiệu mạnh nhất cho một dự hậu xấu. Tỉ lệ tử vong sau 5 năm là 12% nếu không có yếu tố nào trong 5 yếu tố trên hiện diện, 26% nếu 1 yếu tố hiện diện, 46% nếu từ 3 yếu tố trở lên hiện diện (Guillevin, 1996).
Một giai đoạn hen ngắn trước khi khởi phát viêm mạch cũng cho thấy dự hậu xấu hơn. Vai trò của việc đo ANCA trong dự hậu vẫn chưa được biết đến.